# Onthophagus unidentatus
Onthophagus unidentatus là một loài bọ cánh cứng trong họ Bọ hung (Scarabaeidae).